# Kneginja Milica
Kneginja Milica (*oko 1335. – †11. studenog 1405.), je bila žena srpskog kneza Lazara i pravoslavna svetica.
Porijekom je iz vladarske loze Nemanjića. Njen otac bio je knez Vratko, u narodnoj tradiciji poznatiji kao Jug Bogdan. Vratko je bio praunuk Nemanjinog sina Vukana i unuk Vukanovog sina Dimitrija u monaštvu Davida. David je sazidao manastir Davidovicu i svetkuje se u Srpskoj pravoslavnoj crkvi 7. listopada.
Milica je rođena oko 1335. godine, a oko 1353. udala se za Lazara Hrebeljanovića. Poslije smrti cara Uroša, Lazar postaje knez Raške s prijestolnicom u Kruševcu. Ona i Lazar imali su tri sina (Dobrivoj, Stefan i Vuk) i pet kćeri (Jelena, Mara, Dragana, Teodora i Olivera).
Kad joj je muž 1389. poginuo u Kosovskoj bitci, Milica je upravljala narodom i državom, jer su joj sinovi bili još djeca. To su za državu bila teška vremena. Kada je njen stariji sin Stefan odrastao, postao je vladar. Tada je mogla napustiti državne poslove. Otišla je sa svojom rođakom Jefimijom u manastir Ljubostinju, koji je sama osnovala. U njemu se zamonašila i dobila ime Evgenija. Pred smrt je primila monaški zavjet velike shime i dobila novo ime Efrosinija. U manastiru Ljubostinji provela je svoje posljednje dane. Tu je i preminula 11. studenog 1405. godine, i sahranjena.

## Zanimljivosti
- U narodnoj predaji knez Lazar se često naziva carem pošto je bio najveći oblasni gospodar i nasljednik cara Uroša. U skladu s tim se i Milica često naziva carica Milica.
- "Rubin" Kruševac proizvodi vino koje nosi ime kneginje Milice.

## Ulica
Ulica Kneginje Milice se nalazi u opštini Lazarevac, u naselju Lukavica. Dugačka je oko 250m. Seče se s Kolubarskim trgom i ulicom Živojina Žujovića.

## Vanjske poveznice
- Justin Popović: Spomen svete matere naše Evgenije-Efrosinije, srpske carice Milice („Žitija svetih“ za srpanj)  Arhivirana inačica izvorne stranice od 20. kolovoza 2010. (Wayback Machine)
- Mila Milosavljević: Najvoljenija srpska carica(„Pravoslavlje“, br. 959, 1. ožujka 2007.)  Arhivirana inačica izvorne stranice od 15. ožujka 2010. (Wayback Machine)
- Lijepe i umne ponos roda svog („Srpsko nasleđe“)
- Kneginja Milica: Udovstvu mojemu ženik  Arhivirana inačica izvorne stranice od 25. ožujka 2004. (Wayback Machine)
- Potomci kneza Lazara i kneginje Milice